# باول برودي (ملحن)
باول برودي (بالإنجليزية: Paul Brody)‏ هو بواق وملحن ومؤلف أمريكي، ولد في 1961 في سان فرانسيسكو في الولايات المتحدة.

## وصلات خارجية
- باول برودي على موقع ميوزك برينز (الإنجليزية)
- باول برودي على موقع ديسكوغز (الإنجليزية)